# Benbrook (Texas)
Benbrook város az USA Texas államában, Tarrant megyében. Lakosainak száma 24 520 fő (2020. április 1.).

## Népesség
A település népességének változása:

| 2010 | 21 234 |
| 2020 | 24 520 |